# Aida Faingezicht Waisleder
Aída Faingezicht Waisleder (proncuado /Fáinguesijt Vaisleder/ en fonética española; también conocida como: Aída Fishman; San José, 6 de enero de 1952) es una periodista, psicóloga y política costarricense, exdiputada y exministra, es esposa del exdiputado, exministro, exvicepresidente y excandidato presidencial del Partido Unidad Social Cristiana (PUSC, derecha) Luis Fishman Zonzinski.

## Biografía
Nació el 6 de enero de 1952 en una familia judía, reside en San José. Es esposa de Luis Fishman Zonzinski y madre de Tatiana, Karen y Andrea Fishman Faigenzicht. 
Tiene una licenciatura en periodismo y otra en psicología además de estudios en arte dramático. Ejerció como Ministra de Cultura, Juventud y Deportes en el periodo 1990-1994 (administración Calderón Fournier) y ha sido presidenta de la Junta Directiva de la Compañía Nacional de Teatro, de la Compañía Nacional de Danza, de la Orquesta Sinfónica Nacional, del Teatro Nacional de Costa Rica, de la Comisión Costarricense del Quinto Centenario del Descubrimiento de América, Comisaria del Programa Sevilla 92, del Museo de Arte y Diseño Contemporáneo, del Instituto Costarricense de Turismo, de la Comisión Especial sobre Libertad de Prensa de la Asamblea Legislativa de Costa Rica. Fue además Vicepresidenta del Consejo Ejecutivo UNESCO, entre 1995 y 1997. Diputada del periodo 2002-2006 por el Partido Unidad Social Cristiana.
Ha publicado reportajes de psicología para revistas femeninas así como participado en programas noticiosos de diversos canales de televisión. También es profesora universitaria de periodismo.
Aida Faingezicht ha permanecido ligada a la cultura nacional a través de sus fundaciones culturales Centro Nacional de la Cultura y Fundación Agora. Desde ese marco ha dado apoyo  a artistas nacionales independientes, ha creado el programa de becas para los jóvenes de la OSN y ha promovido eventos que ayudan a los escritores nacionales.
Igualmente mantiene activo su programa de colaboración con organizaciones humanitarias como ACNUR y OIM.
Con una maestría en periodismo ha sido catedrática en la UACA, consultora en comunicación e imagen política, en Costa Rica y Centroamérica, y mantiene su programa de opinión sobre actualidad nacional en Radio UCR.
Columnista y escritora, Aida Faingezicht lanzó una edición experimental de su primera novela Azulejos Blancos, en el marco nacional en setiembre del 2016. Su lanzamiento internacional saldrá a la luz en España en mayo de 2018, con el sello editorial Regla de Oro Ediciones.